# Genadij Petrovič Malahov
Genadij Petrovič Malahov (Kamensk-Šahtinskij, 20. rujna 1954.) je ruski pisac, promotor zdravog načina života i alernativne medicine. Autor je velikog broja knjiga posvećenih spomenutom područja do danas je objavljeno više od 60 njegovih knjiga. Svoje ideje širi i putem televizije te interneta.

## Životopis
Genadij Petrovič Malahov rođen je 1954. u gradu Kamensk-Šahtinskij u Rostovskoj oblasti u Rusiji. Godine 1988. završio je Lenjinov Institut za fizičku kulturu u Moskvi. Sam Malahov je govorio, da je zdravom načinu života pristupio, onda kad je bio u nemogućnosti da se bavi sportom zbog oboljelih žlijezda. Pokušao je izliječiti se posredstvom čišćenja organizma i zbog toga se obratio izvjesnom Juriju Pavloviču, praktičaru joge koji mu je predstavio metodu "pravilnog" disanja uz pomoć koje se je uspio izliječiti. Kasnije Malahov se upoznao s autorom Vladimirom Čerkasovim koji mu je dao knjige Paula Bregga i Herberta Sheltona. Inače, Paul Bregg je jedan od autora-naturologa koji je zastupao metodu liječenja putem ljekovitog gladovanja. Godine 1986. Malahov je osnovao klub pod nazivom "Bodrost", u kojem je podučavao ljude kako da čiste jetru, kao i pravilima pravilne prehrane. Klub se bavio jogom, gimnastikom i djelomično u-šu-om. Sredinom devedesetih godina napisao je prve knjige "Ljekovite sile" 1. i 2. tom. Nakon toga uslijedile su mnoge druge knjige u kojima opisuje alternativne metode liječenja i principe zdravog načina života. Oženjen je i ima dvoje djece.

## Televizija
10. travnja 2006. prvi put je emitirana TV emisija o zdravom životu na televiziji "Prvi kanal" pod nazivom "Malahov Malahov plus" s glavnim voditeljem Genadijem Petrovičem Malahovim i kodomaćinom - Andrejem Malahovim.
Od svibnja 2006. godine, nakon što je televizija isključila iz emisije Andreja Malahova, emisija je preimenovana u "Malahov plus", a Andreja Malahova je zamijenila Elena Proklova.
Zbog neslaganja s uredništvom "Prvog kanala" Malahov raskida ugovor i time prestaje snimanje ove popularne emisije.
Od siječnja 2011. godine Malahov je počeo sa snimanjem nove emisije "Zdravi bili s Malahovom" na ukrajinskom televizijskom kanalu Inter.

## Kritika
Mnogi ruski liječnici Malahovljeve ideje ismijavaju kao glupost i pseudoznanost.

## Djela prevedena nasrpski jezik
Popis djela Genadija Petroviča Malahova prema elektroničkom katalogu Narodne biblioteke Srbije:
- Oboljenja kičme: profilaksa i lečenje, Prometej - Beograd, 2011. ISBN 978-86-87971-21-9
- Lunarni kalendar 2011-2019, Prometej - Beograd, 2011. ISBN 978-86-87971-14-1
- Priručnik za samolečenje XXI veka, Prometej - Beograd, 2010. ISBN 978-86-82363-71-2
- Prostata, Prometej - Beograd, 2010. ISBN 978-86-82363-74-3
- Čišćenje organizma, Prometej - Beograd, 2010. ISBN 978-86-87971-05-9
- Osnovne zapovedi zdravlja, Prometej - Beograd, 2010. ISBN 978-86-87971-01-1
- Gladovanje, Prometej - Beograd, 2009. ISBN 978-86-82363-37-8
- Sve o zatvorima, Prometej - Beograd, 2009. ISBN 978-86-82363-52-1
- Zdravlje žene, Prometej - Beograd, 2009. ISBN 978-86-82363-48-4
- Lečenje kerozinom, todikampom i drugim ugljikovim spojevima, Prometej - Beograd, 2009. ISBN 978-86-82363-87-3
- Metode povećanja ljudske bioenergije i biosinteze, Prometej - Beograd, 2007. ISBN 978-86-82363-33-0
- Jačanje organizma u starijem dobu, Prometej - Beograd, 2007. ISBN 978-86-82363-81-1
- Lečenje dvesta najrasprostranjenijih obolenja, Prometej - Beograd, 2007. ISBN 978-86-82363-77-4
- Prehrana i hrana, Prometej - Beograd, 2007. ISBN 978-86-82363-78-1
- Urinoterapija, Prometej - Beograd, 2007. ISBN 978-86-82363-79-8
- Čeličenje organizma i lečenje vodom, Prometej - Beograd, 2006. ISBN 86-82363-64-X
- Osnovna znanja o životu i zdravlju, Prometej - Beograd, 2006. ISBN 86-82363-62-3
- Život bez parazita, Prometej - Beograd, 2004. ISBN 86-82363-42-9
- Zdravlje muškarca, Prometej - Beograd, 2004. ISBN 86-82363-44-5
- Uticaj okoline na čovekovo zdravlje, Prometej - Beograd, 2003. ISBN 86-82363-36-4

## Vanjske poveznice
- Službene stranice Genadija Petroviča Malahova (rus.)